# Lasioptera eryngii
Lasioptera eryngii är en tvåvingeart som först beskrevs av Jean Nicolas Vallot 1829.  Lasioptera eryngii ingår i släktet Lasioptera och familjen gallmyggor. Inga underarter finns listade i Catalogue of Life.